# 4867 Polites
4867 Polites este un asteroid descoperit pe 27 septembrie 1989 de Carolyn Shoemaker.